# 连城冠豸山机场
连城冠豸山机场，机场运营方及航站楼标识名称为龙岩冠豸山机场，又称连城机场。地处福建省龙岩市连城县，是飞行区等级4C级的国内支线旅游机场，华东地区第36个民用运输机场。
解放軍空軍在此駐紮有殲-7、殲-10、殲-11戰鬥機。

## 机场概况
机场跑道长2400米，宽60米，其中21跑道安装有I类精密进近灯光系统，03跑道安装有B型简易进近灯光系统。站坪16000平方米，可同时停放3架支线飞机，并且自行滑进滑出；也可供波音737－300型飞机全重起降。
机场北距连城县城区3.9公里，南距龙岩市市区106公里，东距三明永安市101公里。

## 历史
连城机场建于1956年，原为空军二级后备机场。2000年6月，空军连城机场被批准为军民共用机场，并由地方政府负责建立民用航站。2002年4月11日，连城机场扩建工程动工。2004年4月25日正式通航。连城机场现归属厦门国际航空港集团的全资子公司龙岩冠豸山机场有限公司运营。

## 航空公司與航點
| 航空公司     | 目的地                            |
| ------------ | --------------------------------- |
| 四川航空     | 桂林、長沙、成都/雙流、昆明、南京 |
| 中国南方航空 | 廣州                              |
| 中国联合航空 | 北京/大興                         |
| 祥鹏航空     | 昆明、南京                        |
| 吉祥航空     | 上海/浦东                         |